# Стенідея Ґенея
Стеніде́я Ґене́я (лат. Stenidea genei Aragona, 1830)  — вид жуків з родини вусачів.

## Хорологія
S. genei  — пан'європейський вид європейського зооґеографічного комплексу. Ареал охоплює Європу, Кавказ, Малу Азію, Північну Африку.

## Екологія
Прив'язаний до листяних лісових екосистем. Літ триває з травня по липень. Личинка розвивається в сухих гілках листяних порід дерев.

## Морфологія

### Імаго
Голова з глибоким жолобком між досить великими горбиками вусиків. Лоб поперечний. Скроні дуже короткі. Вусики дещо довші за тіло, війчасті, у волосяному покриві, 11-й членик з придатком. Передньоспинка циліндрична, з гострим горбиком на бічному краї, її диск в густому волосяному покриві жовтого кольору і звичайно з двома маленькими горбиками. Надкрила витягнуті. Ноги короткі середні гомілки з борозною, кігтики прості. Тіло досить вузьке, витягнуте, вкрите густими жовтими лежачими волосками. Загальне забарвлення тіла — буро-руде. Розміри — 6-9 мм.

### Личинка
Пронотум личинки в поздовжніх штрихах. Спинні мозолі черевця з великими зернятками, які утворюють поперечні еліпси; 9-й сегмент на вершині з кожної сторони з 10-12-а шипиками.

## Життєвий цикл
Генерація — 1 рік.

## Підвиди
- Stenidea genei genei (Aragona, 1830)
- Stenidea genei naviauxi Villiers, 1970